# Liste der Monuments historiques in Villacerf
Die Liste der Monuments historiques in Villacerf führt die Monuments historiques in der französischen Gemeinde Villacerf auf.

## Liste der Immobilien
| Bezeichnung             | Beschreibung           | Standort               | Kennzeichnung | Schutzstatus | Datum | Bild           |
| ----------------------- | ---------------------- | ---------------------- | ------------- | ------------ | ----- | -------------- |
| Kirche St-Jean-Baptiste | ab dem 12. Jahrhundert | Rue de l’Église (Lage) | PA00078300    | Inscrit      | 1986  | weitere Bilder |

## Liste der Objekte
| Bezeichnung                                                       | Beschreibung                                                                                            | Standort                              | Kennzeichnung | Schutzstatus | Datum | Bild |
| ----------------------------------------------------------------- | --- | ------------------------------------- | ------------- | ------------ | ----- | ---- |
| Skulptur Heilige Barbara                                          | Kalkstein, farbig gefasst, zweite Hälfte des 16. Jahrhunderts                                           | in der Kirche St-Jean-Baptiste (Lage) | PM10002831    | Classé       | 1913  |      |
| Linker Seitenaltar                                                | Tabernakel und Retabel; Eichenholz, farbig gefasst und vergoldet, 18. Jahrhundert; zugehörig PM10003417 | in der Kirche St-Jean-Baptiste (Lage) | PM10002835    | Classé       | 1982  |      |
| Gemälde Maria und Elisabeth mit dem Jesus- und dem Johannesknaben | Ölfarbe auf Leinwand, 18. Jahrhundert                                                                   | in der Kirche St-Jean-Baptiste (Lage) | PM10003417    | Classé       | 1982  |      |
| Skulptur eines heiligen Bischofs                                  | Eichenholz, farbig gefasst, 16. Jahrhundert                                                             | in der Kirche St-Jean-Baptiste (Lage) | PM10003553    | Inscrit      | 1981  |      |
| Kirchenfenster                                                    | aus dem 16. Jahrhundert                                                                                 | in der Kirche St-Jean-Baptiste (Lage) | PM10002832    | Classé       | 1913  |      |
| Weihwasserbecken                                                  | Marmor, 17. Jahrhundert                                                                                 | in der Kirche St-Jean-Baptiste (Lage) | PM10002834    | Classé       | 1913  |      |
| Kanzel                                                            | Eichenholz, 17. Jahrhundert; nur in Teilen erhalten                                                     | in der Kirche St-Jean-Baptiste (Lage) | PM10002838    | Classé       | 1982  |      |
| Taufbecken                                                        | Kalkstein, 16. Jahrhundert                                                                              | in der Kirche St-Jean-Baptiste (Lage) | PM10002833    | Classé       | 1913  |      |
| Pietà                                                             | Kalkstein, farbig gefasst, 16. Jahrhundert                                                              | in der Kirche St-Jean-Baptiste (Lage) | PM10002830    | Classé       | 1908  |      |
| Skulptur Johannes der Täufer                                      | Kalkstein, farbig gefasst, 16. Jahrhundert                                                              | in der Kirche St-Jean-Baptiste (Lage) | PM10002836    | Classé       | 1982  |      |
| Kruzifix                                                          | Holz, farbig gefasst, 17. Jahrhundert                                                                   | in der Kirche St-Jean-Baptiste (Lage) | PM10002837    | Classé       | 1982  |      |